# 台灣一帶一路經貿促進協會
台灣一帶一路經貿促進協會，於2017年1月20日於台北市成立，為中華民國非政府組織。協會理事長為中國國民黨中央評議委員汪誕平，榮譽理事長為新黨前主席郁慕明，是台灣最主要以宣揚中華人民共和國一帶一路計劃為宗旨的組織。

## 概論
宗旨為「為台灣找出路，分享一帶一路發展機遇，共圓中國夢」。

## 成員
最高顧問為陳沖，國民黨立委如費鴻泰、李德維、周守訓為常務理事，企業界人士如宣明智等人皆參加其中。

## 外部連結
- 台灣一帶一路經貿促進協會官網 （页面存档备份，存于）